# PESTEL
Uzasadnienie: Oba artykuły opisują dokładnie to samo pojęcie.
PESTEL – (Political, Economic, Social, Technological, Environmental, Legal) – analiza mająca na celu ocenę środowiska makroekonomicznego firmy. Jest bardzo pomocna przy podejmowaniu wielu strategicznych decyzji dla przedsiębiorstwa, jak np. wejście na rynek zagraniczny, czy kreowanie planów długookresowych. Pomaga przy kreowaniu analizy SWOT przez wskazanie możliwych szans oraz zagrożeń. Jest rozszerzeniem analizy PEST (Political, Economic, Social, Technological). Polega na opisie wpływów na daną firmę następujących obszarów:
1. Polityczny – Jaki jest stopień interwencji rządu w ekonomię? Jakie dobra i usługi chce dostarczać obywatelom? Czy i w jakim stopniu wspiera finansowo przedsiębiorstwa? Wiele politycznych decyzji może wpływać na sposób funkcjonowania firmy, jak np. poziom edukacji (siły roboczej), zdrowie narodu, jakość infrastruktury (transport).
2. Ekonomiczny – Jakie są stopy procentowe, podatki, rozwój ekonomiczny, inflacja, siła waluty? Każde z tych zagadnień może uniemożliwić prowadzenie danej działalności – np. znacznie podnosząc koszty.
3. Społeczny – Jakie są trendy wśród danego społeczeństwa? Na jakie produkty jest zapotrzebowanie? Jaki jest stosunek ludzi do pracy? Jak wygląda demografia społeczeństwa? (Np.  baby boom jest dobrym momentem np. na otwieranie przedszkoli, społeczeństwo starzejące się oznacza np. możliwy wzrost składek na ZUS, zmianę struktury wieku osób zatrudnionych).
4. Technologiczny – Jakich nowych technologii można się spodziewać? Jak one wpłyną na produkty, proces ich wytwarzania, zapotrzebowanie na nie? Jak technologia wpłynie na koszty firmy? Na niektórych rynkach szybko zmieniająca się technologia wpływa na potrzeby częstych inwestycji, na niektórych nowe pomysły kończą cykl życia innych produktów (np. płyty dDVD – filmy VHS).
5. Środowiskowy – Jak zmienia się klimat, jakie są prognozy pogody? Np. zmiana temperatur może wpłynąć na takie branże jak ubezpieczeniowa, turystyczna, czy rolniczo – spożywcza. Naciski państwa, społeczeństwa lub zdanie sobie sprawy z  globalnego ocieplenia, dziury ozonowej, czy zanieczyszczania środowiska wpływa na konieczność dbania o nie. Aspekty te wpływają również na wzrost popytu na produkty ekologiczne, wzrost podatków i kosztów itd.
6. Prawny – Możemy wyróżnić kwestie prawne dotyczące:
konsumentów (ochrona ich przed nieuczciwymi sprzedawcami, zapewnienie poprzez atesty, że produkt jest bezpieczny itd.);
konkurencji (ochrona przed nieuczciwą konkurencją, prawo dotyczące firm monopolistycznych itd.);
zatrudnienia (pensja minimalna, prawo dotyczące niepełnosprawnych, mobbing itd.);
zdrowia i bezpieczeństwa (zasady BHP).
Środowisko prawne może wpływać na poziom kosztów i popytu.
Przy przygotowaniu analizy PESTEL mogą pojawić się zagadnienia, które pasują do kilku obszarów jednocześnie (np. kwestie ekonomiczne i środowiskowe często wiążą się z prawnymi), należy wówczas zdecydować do którego z nich dana kwestia pasuje najlepiej. Aby analiza była naprawdę pomocna należy patrzeć przyszłościowo oraz zastanowić się które obszary mogą ulec zmianie i stać się znaczące  dla danego przedsięwzięcia. Dla każdej firmy kluczowe czynniki będą inne. Firmy działające na rynkach międzynarodowych powinny zrobić odrębną analizę dla każdej jednostki, ponieważ otoczenie makroekonomiczne w różnych krajach może się zdecydowanie różnić. Duże przedsiębiorstwa często wykonują analizę LoNGPESTEL (Local, National, Global, Political, Economic, Social, Technological, Environmental, Legal), która różni się od podstawowej tym, że każdy obszar (polityczny, prawny itd.) analizuje się osobno na poziomie lokalnym, narodowym i globalnym. Np. obszar społeczny na poziomie lokalnym może dotyczyć struktury wiekowej mieszkańców danego miasta, co wpływa na zatrudnienie, na poziomie kraju może dotyczyć np. popytu na zabawki, na poziomie globalnym może dotyczyć np. migracji. Analiza ta jest przedstawiona zazwyczaj w formie tabelki.